# Школа № 50 (Курган)
Школа № 50 — средняя общеобразовательная школа, расположена в городе Кургане. Полное наименование — Муниципальное бюджетное образовательное учреждение г. Кургана «Средняя общеобразовательная школа № 50».
Учредителем образовательного учреждения и собственником его имущества является муниципальное образование город Курган, в лице Администрации города Кургана.
В школу принимаются дети, проживающие в любом районе города, однако преимущество отдаётся детям, проживающим на закреплённой за школой территории; посёлкам Восточный, Вороновка, Смолино.

## История
Школа находится на улице, названной в память о писателе Алексее Максимовиче Горьком.
В начале 70-х годов XX века, в условиях разрастающегося микрорайона, было принято решение о строительстве школы, а в августе 1973 года здание школы было сдано в эксплуатацию.
Днём рождения школы стало 1 сентября 1973 года.
Школа функционирует в типовом здании, рассчитанном на 960 мест. В школе 35 учебных кабинетов, 4 учебных мастерских, актовый зал на 200 мест, большой спортивный и малый спортивный залы, современный тир, спортивная площадка. На втором этаже школы расположены: компьютерный класс, танцевальный зал, библиотека и читальный зал с общим фондом более 23 тысяч экземпляров, из них учебников 2500, медицинский и стоматологический кабинеты.
Первый выпуск школа сделала в 1975 году.
Школьная жизнь не ограничивается, только учебными занятиями. В школе развито ученическое самоуправление, которое разделено на четыре комитета: «Место жительство», «Забота и труд», «Досуг и общение», «Пресс-центр». Комитет «Место жительство»  представляет вожатский отряд «Фифти-фифти». Отделение «Забота и труд» занимается благоустройством города, участвует в городской акции «Я люблю Курган!». Комитет «Досуг и общение»  проводят в школе традиционные мероприятия: «День знаний», «Посвящение в  десятиклассники», «Осенние праздники», «Фестиваль детского творчества», «Ученик года», «Папа, мама, я – спортивная семья». «А ну-ка, парни», «Последний звонок», «Выпускной бал».  Стать настоящими гражданами России ребятам помогает занятия в кружке «Движение Юных Патриотов».
В 1975—2014 годах школу с золотой медалью окончили 25 человек, с серебряной — 63 человека.

## Школьный музей

### Комната «Боевой славы» защитников блокадного Ленинграда
В школе действует Комната «Боевой славы» защитников блокадного Ленинграда, основанная в 1975 году. Многие экспонаты приняты в дар от ветеранов и членов их семей.

### Музей В.В. Куйбышева
24 апреля 1975 года открыт музей В.В. Куйбышева. Музей наладил переписку с Еленой Владимировной Куйбышевой (7 июля 1892 — 7 мая 1990), сестрой революционера и экипажем теплохода «Валериан Куйбышев». В постсоветское время музей закрыт.

## Руководство школы
Первый директор школы: Заслуженный учитель России Олег Иванович Варавко.
С 1986 г. по 2011 г. —  Заслуженный учитель России Людмила Петровна Иванцова.
С 2011 г. по 2012 г. — Валерий Алексеевич Фомичев.
С 2012 г. по настоящее время директор школы — Михаил Аркадьевич Тимофеев.

## Адрес
640006, Россия, Курганская область, г. Курган, ул. М. Горького, 216